# Megara (musikgrupp)
Megara är en spansk musikgrupp bestående av Kenzy Loevett, Vitti Crocutta, Tio Rober Bueno och Raphaela Tache. Megara representerade San Marino i Eurovision Song Contest 2024 med låten "11:11".